# Epinotia nisella
Epinotia nisella là một loài bướm đêm thuộc họ Tortricidae. Loài này có ở hầu hết châu Âu (except Iceland, Bồ Đào Nha, Ukraina và the central part of the Balkan Peninsula), phía đông đến Cận Đông và phần phía đông của the Palearctic ecozone. Nó cũng được tìm thấy ở Bắc Mỹ, bao gồm Massachusetts và Minnesota in Hoa Kỳ. In Canada, it is found from Newfoundland to British Columbia.
Sải cánh dài khoảng 12–17 mm. Con trưởng thành bay từ tháng 7 đến tháng 8.
Ấu trùng ăn the catkins of various trees, bao gồm Salix, Alnus và Populus species.

## Hình ảnh

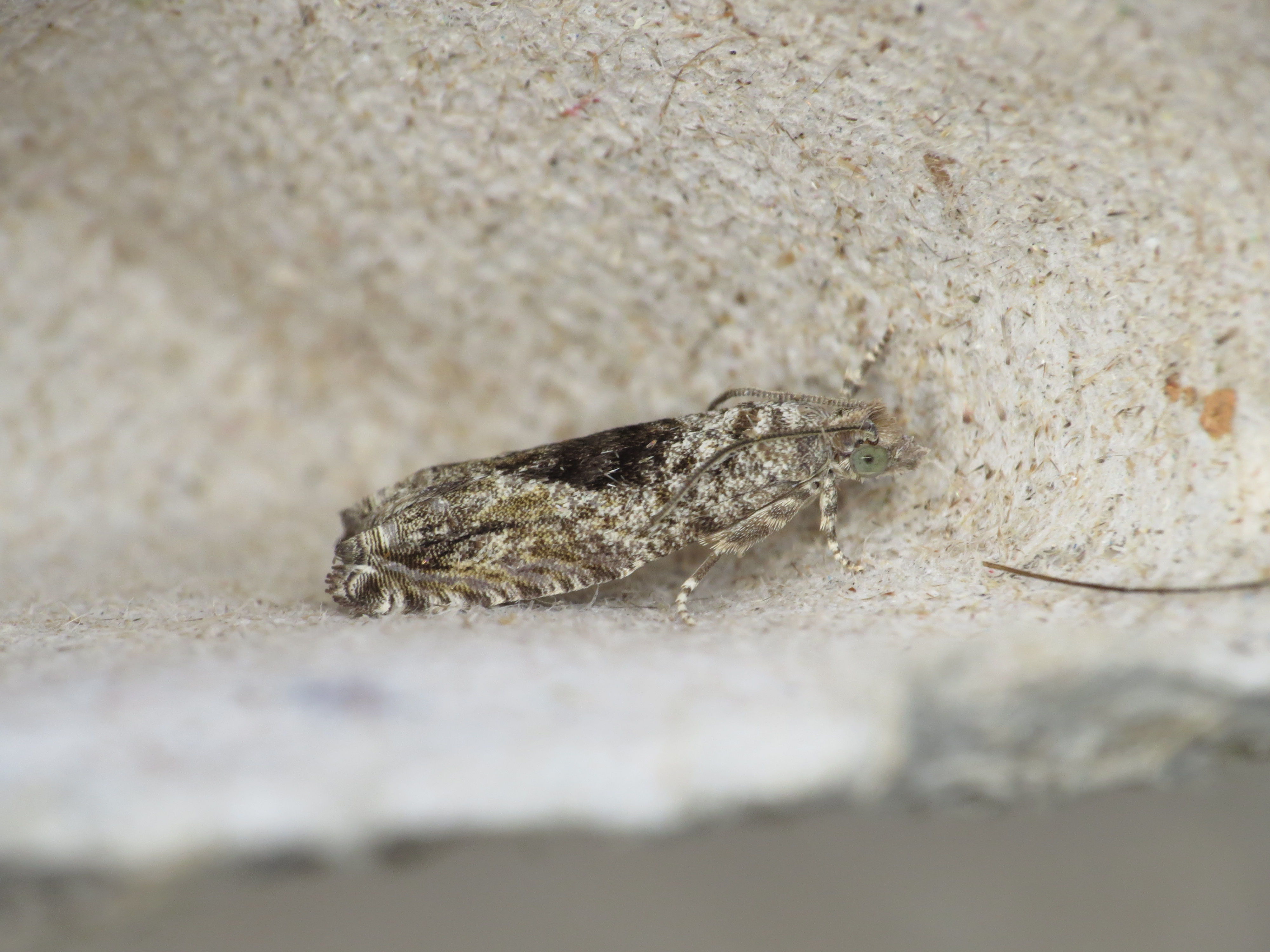
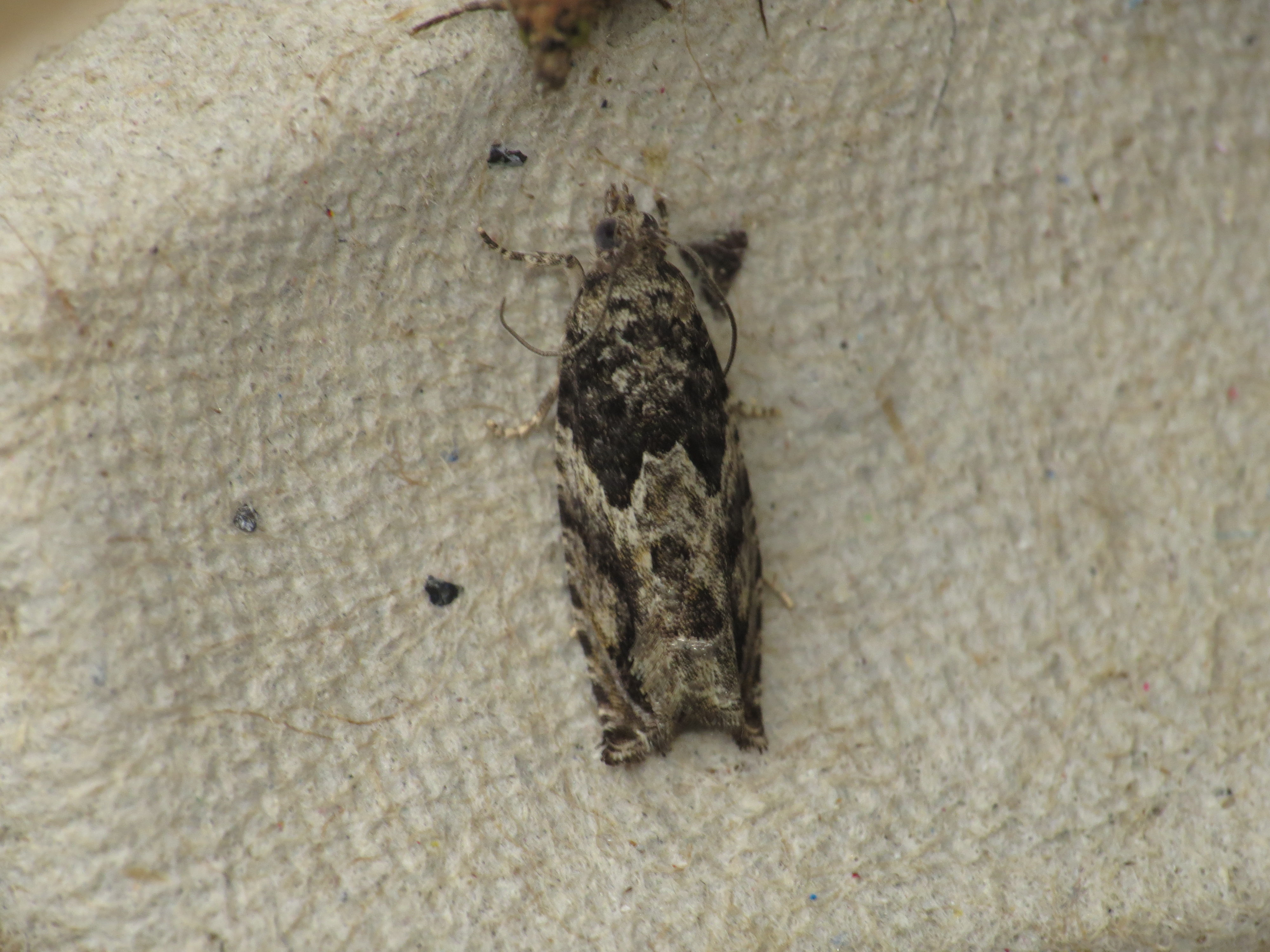
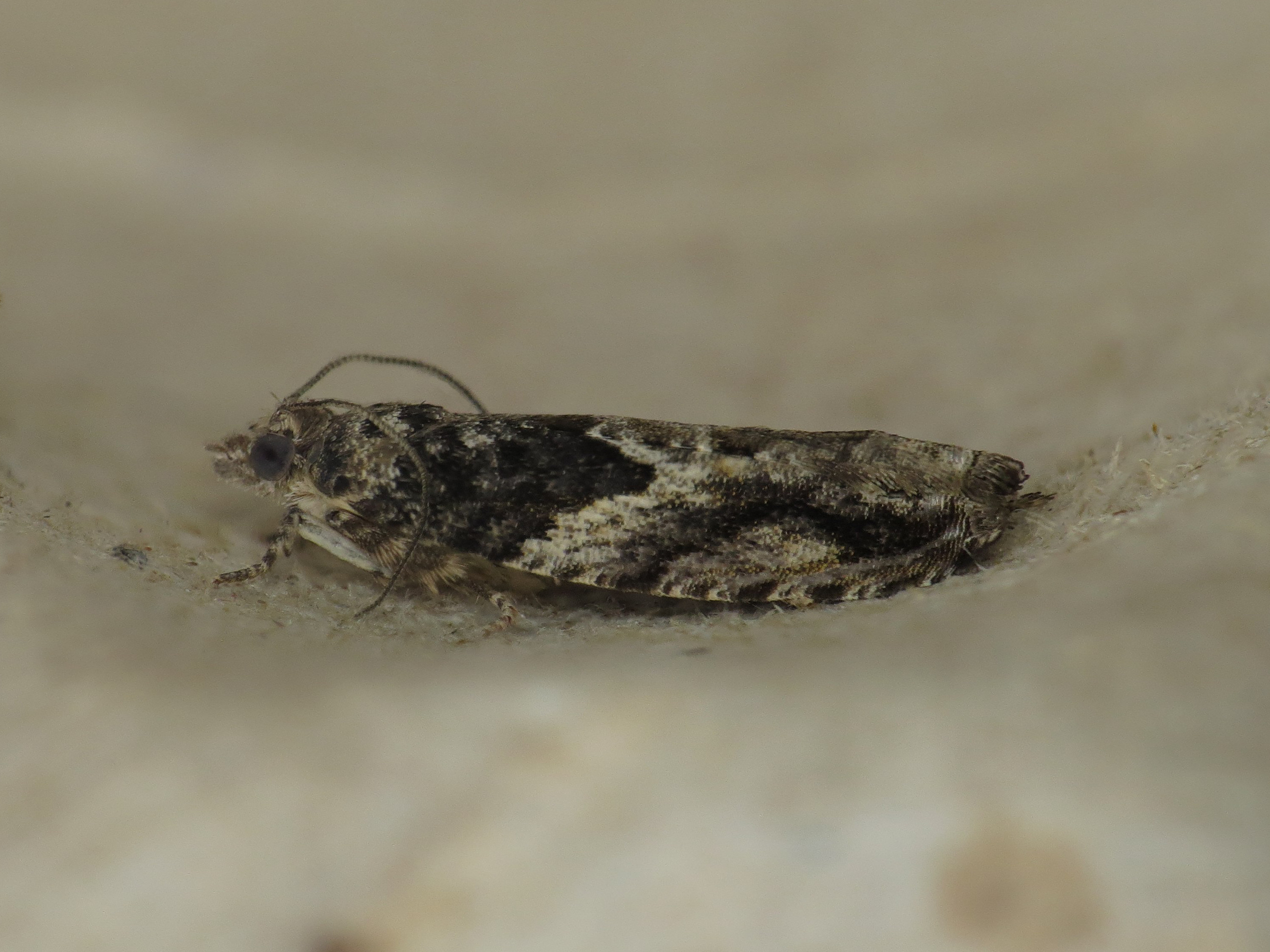
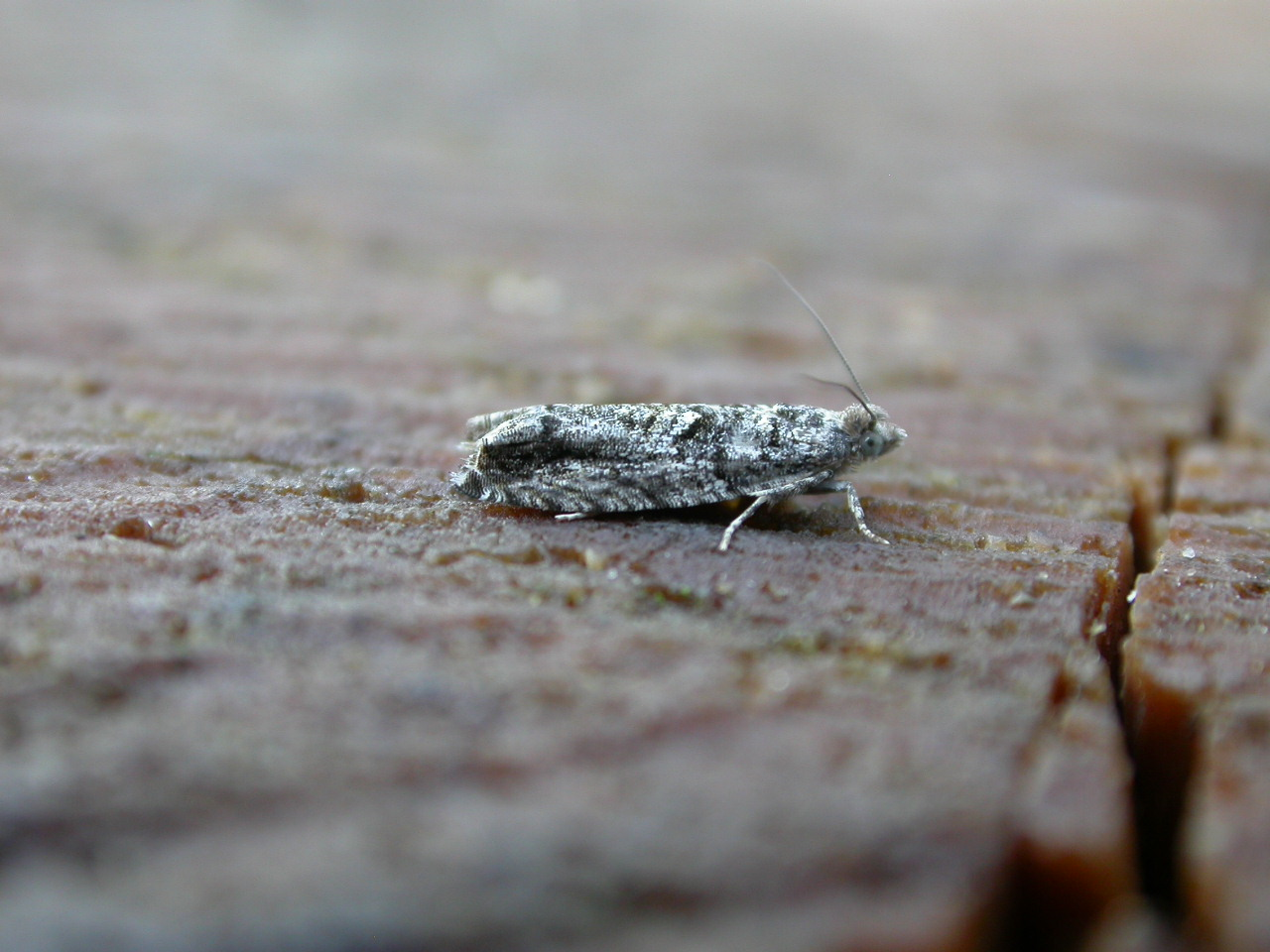